# Naustdal
Naustdal – norweskie miasto i gmina leżąca w regionie Sogn og Fjordane.
Naustdal jest 251. norweską gminą pod względem powierzchni.

## Demografia
Według danych z roku 2005 gminę zamieszkuje 2682 osób. Gęstość zaludnienia wynosi 7,28 os./km². Pod względem zaludnienia Naustdal zajmuje 291. miejsce wśród norweskich gmin.
| ludność stan na 1 stycznia 2005 |         |           |       |
|                                 | kobiety | mężczyźni | razem |
| osób                            | 1412    | 1270      | 2682  |
| %                               | 52,65%  | 47,35%    | 100%  |

| wykształcenie stan na 1 października 2004 |        |         |        |        |
|                                           | podst. | średnie | wyższe | niezn. |
| osób                                      | 348    | 1392    | 347    | 21     |
| %                                         | 16,51% | 66,03%  | 16,46% | 1%     |

## Edukacja
Według danych z 1 października 2004:
- liczba szkół podstawowych (norw. grunnskolar): 4
- liczba uczniów szkół podst.: 392

## Władze gminy
Według danych na rok 2011 administratorem gminy (norw. rådmann) jest Øyvind Bang-Olsen, natomiast burmistrzem (norw. ordfører, d. borgermester) jest Håkon Myrvang.